# Jan Mierzanowski
Jan Mierzanowski (ur. 15 sierpnia 1921, zm. 12 września 2000) – polski artysta fotograf, fotoreporter. Członek założyciel Fotoklubu Rzeczypospolitej Polskiej Stowarzyszenia Twórców. Członek rzeczywisty i członek honorowy Fotoklubu RP. Członek rzeczywisty i członek Zarządu Polskiego Towarzystwa Fotograficznego. Członek rzeczywisty i członek Zarządu Warszawskiego Towarzystwa Fotograficznego. Zasłużony dla fotografii polskiej.

## Życiorys
Jan Mierzanowski związany z warszawskim środowiskiem fotograficznym – był w grupie pierwszych powojennych fotoreporterów wojskowych, pracujących w wyzwolonej Warszawie. W 1945 roku sporządził dokumentację fotograficzną części zniszczonej Warszawy – m.in. okolic Dworca Głównego, Starego Miasta, Żoliborza. W 1947 był współorganizatorem Wojskowej Agencji Fotograficznej, w której kierował działem fotoreporterskim oraz był organizatorem sekcji fotoreporterów BAJ. W 1961 podjął pracę w Wytwórni Filmowej Wojska Polskiego, w której był asystentem operatora – w czasie późniejszym realizatorem filmów dokumentalnych oraz kierownikiem działu montażu. 
Jan Mierzanowski był członkiem rzeczywistym Polskiego Towarzystwa Fotograficznego, w którym w latach 1954–1957 pełnił funkcję wiceprezesa Zarządu PTF. Był członkiem Warszawskiego Towarzystwa Fotograficznego, gdzie w latach 1966–1968 był wiceprezesem Zarządu WTF. Od 1946 był kolekcjonerem starych aparatów fotograficznych, których zbiór (w późniejszym czasie) przekazał dla Fundacji Fotografia dla Przyszłości. 
W 1995 roku był współzałożycielem Fotoklubu Rzeczypospolitej Polskiej Stowarzyszenia Twórców. Decyzją Komisji Kwalifikacji Zawodowych Fotoklubu RP, otrzymał dyplom potwierdzający kwalifikacje do wykonywania zawodu artysty fotografa, fotografika (legitymacja nr 018). W czasie późniejszym Kapituła Fotoklubu RP przyznała mu tytuł zasłużony dla fotografii polskiej oraz tytuł członka honorowego Fotoklubu RP. 
Kapituła Fotoklubu Rzeczypospolitej Polskiej ustanowiła Wyróżnienie im. Jana Mierzanowskiego – przyznawane za osiągnięcia na niwie twórczości fotograficznej. 

## Odznaczenia
- Odznaka „Zasłużony Działacz Kultury” (1969)[4]

## Publikacje (książki)
- Poradnik fotografa wojskowego (1954)[4][15]